# Karolina Hamer
Karolina Hamer (ur. 12 lutego 1981) – polska pływaczka (klasyfikacja S4).
Medalistka Mistrzostw Świata i Europy w pływaniu, paraolimpijka oraz laureatka wielu prestiżowych nagród, m.in. Nagrody Najlepszego Sportowca z niepełnosprawnością ruchową w Polsce oraz Wyróżnienia Komitetu Paraolimpijskiego za łączenie działalności społecznej z uprawianiem sportu, pomysłodawczyni m.in. kampanii #TakdlaRio i Kalendarza Paraolimpijczycy 2015, aktywistka - w 2018 została jedną z twarzy protestu osób z niepełnosprawnościami, w czerwcu tego samego roku dokonała pierwszego sportowego coming outu w historii polskiego sportu jako kobieta biseksualna.

## Osiągnięcia sportowe[2]
Letnie igrzyska paraolimpijskie
- Ateny 2004
  - 150 m stylem zmiennym – 4. miejsce

Mistrzostwa świata
- 2002
  - 100 m st. klasycznym – 3. miejsce
- 2006
  - 150 m st. zmiennym – 4. miejsce
- 2009
  - 200 m st. dowolnym – 2. miejsce
  - 50 m st. grzbietowym – 2. miejsce
  - 100 m st. dowolnym – 3. miejsce
- 2010
  - 50 m st. grzbietowym – 2. miejsce
  - 150 m st. zmiennym – 2. miejsce

Mistrzostwa Europy
- 2001
  - 100 m st. klasycznym – 3. miejsce
- 2009
  - 50 m st. dowolnym – 2. miejsce
  - 100 m st. dowolnym – 2. miejsce
  - 200 m st. dowolnym – 2. miejsce
  - 50 m st. grzbietowym – 2. miejsce
  - 150 m st. zmiennym – 2. miejsce
- 2011
  - 150 m st. zmiennym – 2. miejsce
  - 50 m st. grzbietowym – 3. miejsce
  - 50 m st. dowolnym – 3. miejsce